# Alastair Reid
Alastair Reid (22 de Março de1926, em Whithorn - 21 de Setembro de 2014, em Manhattan) foi um poeta Escocês e um estudioso da literatura Sul Americana. Era conhecido por seus poemas terem um estilo alegre e por suas traduções de poetas Sul Americanos Jorge Luis Borges e Pablo Neruda. Embora fosse conhecido por suas traduções, seus próprios poemas haviam ganhado notoriedade durante sua vida. Viveu na Espanha, Suíça, Grécia, Marrocos, Argentina, Mexico, Chile, a República Dominicana e nos Estados Unidos. Durante o editorial de William Shawn, escrevia para o jornal The New Yorker, mas sua renda principal vinha pelas aulas que dava.

## Vida
Reid nasceu em Whithorn em Galloway, na Escócia, filho de um pastor. Durante a Segunda Guerra Mundial, serviu para a Marinha Real Britânica decodificando mensagens criptografadas. Depois de guerra, se engajou em estudos clássicos na Universidade de St. Andrews e brevemente ensinou, também, estudos clássicos na Universidade de Sarah Lawrence, em Nova Iorque. Em meados de 1950, viajou para Mallorca, passando algum tempo trabalhando como o secretário de Robert Graves.

Em 1984, em uma entrevista para o Wall Street Journal, Reid admitiu fabricar vários detalhes de seu relatório da Espanha para o New Yorker, incluindo inventando lugares e atribuir declarações para criar personagens. Disse que essas invenções foram uma tentativa para apresentar “uma verdade maior, em que fatos formam uma parte.” Em seu livro, Whereabouts, Reid contraria esse artigo com o que segue:
Essas reportagens estavam no centro de uma tempestade curiosa que explodiu na imprensa americana em Junho de 1984. Mais ou menos um ano depois, apresentei um seminário na Universidade de Yale na linha tênue entre fato e ficção, utilizando exemplos de vários escritores, com Borges entre eles, e do meu próprio trabalho também. Um estudante do seminário se tornou um reporter e publicou uma reportagem no The Wall Street Journal que me acusava de ter distorcido fatos, referenciando casos que havia citado no meu seminário. Vários editoriais de jornais tomaram isso como fato e usaram a reportagem para condenar o New Yorker. Alguns colunistas me acoimaram por ter escrito sobre uma aldeia Espanhola “imaginária”, uma acusação que teria encantado os habitantes dela… Nenhum dos meus críticos, até onde sei, voltaram para ler minha obra em questão.
Reid publicou mais de quarenta livros de poemas, traduções e literaturas de viagem, incluindo Ounce Dice Trice, um livre de jogo de palabras e aleatoriedade literária para crianças (ilustrado por Ben Shahn), e duas seleções de suas obras: Outside In: Selected Prose and Inside Out: Selected Poetry and Translations (ambos de 2008).
Entre 1980 e 1990, Reid passava boa parte de seu tempo em uma plantação de gengibre, no Samaná, República Dominicana, até 2003, quando o turismo teve seu “boom” na área.
Reid morreu em 21 de Setembro de 2014 com 88 anos, devido a um sangramento gástrico durante um tratamento para pneumonia.

## Outras fontes
- Internacional Quem é Quem na Poesia 2004

- Alastair Reid na Scottish Poetry Library (spl.org.uk)
- "Curiosity", um poema original de Reid
- «Alastair Reid» (em inglês). no catálogo de Autoridades da Biblioteca do Congresso, com 52 entradas